# Starokatoliccy biskupi Haarlemu
Starokatoliccy biskupi Haarlemu – lista biskupów Haarlemu Kościoła Starokatolickiego w Holandii
Starokatoliccy biskupi Haarlemu są ordynariuszami starokatolickiej diecezji Haarlemu.

## Starokatoliccy biskupi Haarlemu
- 1727–1731 – Martinus Doncker (biskup elekt)
- 1731–1742 – sediswakancja
- 1742–1744 – Hieronymus de Bock
- 1745–1777 – Johannes Stiphout
- 1778–1800 – Adrianus Broekman
- 1801–1810 – Johannes Nieuwenhuis
- 1810–1815 – sediswakancja
- 1815–1841 – Johannes Bon
- 1842–1862 – Henricus van Buul
- 1863–1867 – Lambertus de Jongh
- 1867–1906 – Casparus Rinkel
- 1906–1912 – Jacobus van Thiel
- 1912–1916 – Nicolaas Prins
- 1916–1945 – Henricus van Vlijmen
- 1945–1967 – Jacobus van der Oord
- 1967–1987 – Gerhardus van Kleef
- 1987–1994 – Teunis Horstman
- 1994–2008 – Jan Wirix-Speetjens
- od 2008 – Dirk Schoon